# Huracán Beulah
El Huracán Beulah fue un huracán que viajó por el Caribe, y golpeó la península de Yucatán en México , ganando categoría 5. Es considerado el huracán más fuerte de la Temporada de huracanes del Atlántico de 1967. El Huracán se fue debilitando antes de llegar a Texas y Tamaulipas, donde desperdigó alrededor de 115 tornados, estableciendo un nuevo récord del mayor número de tornados producidos por un ciclón tropical. Se movió muy lentamente a través de Texas, y el norte de Tamaulipas provocando inundaciones y causando daños materiales, que ascendieron en la zona a mil millones de dólares. Provocó 58 decesos.

## Historia meteorológica
.

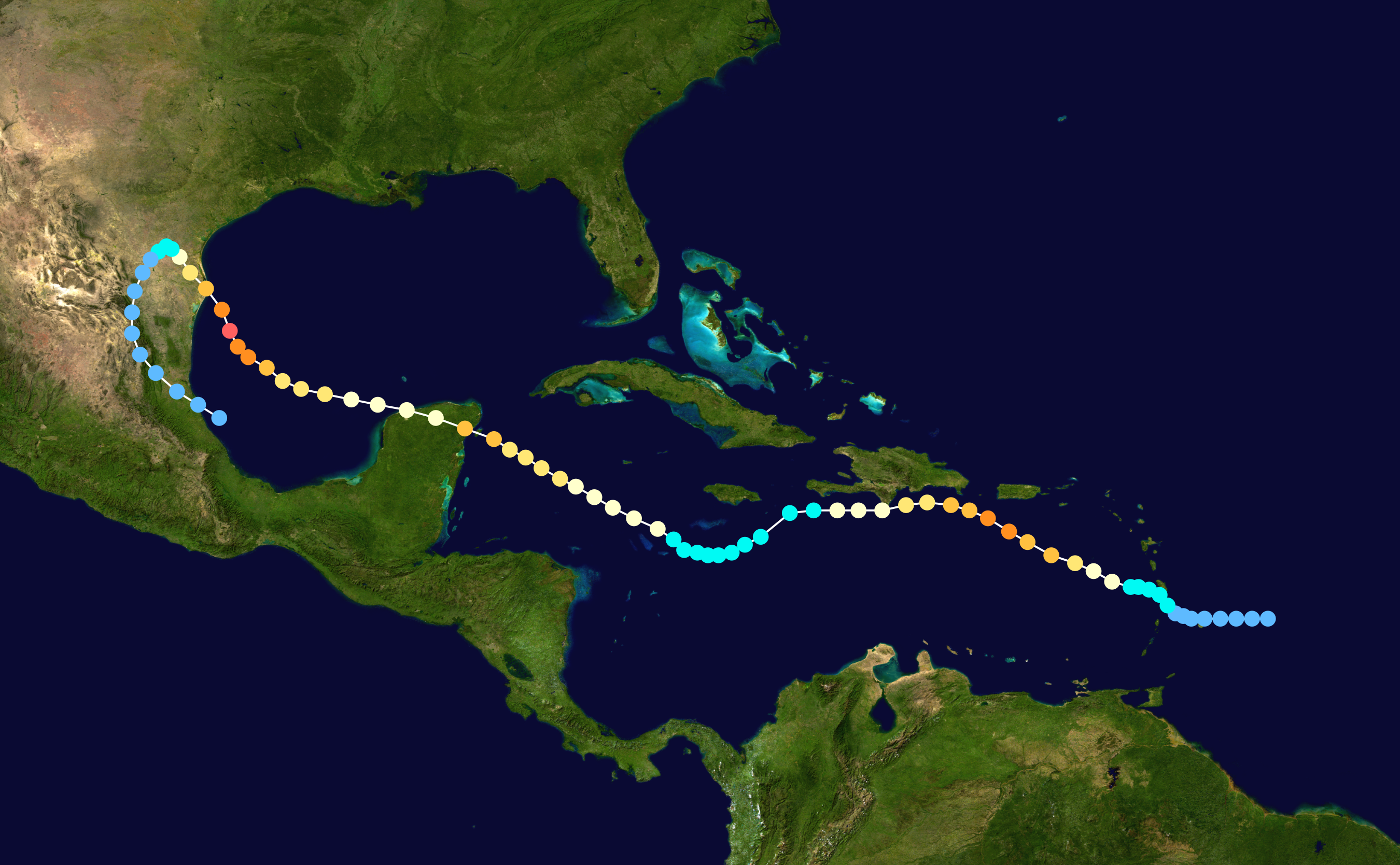
Trayectoria del Huracán Beulah, siguiendo los colores de la escala de huracanes de Saffir-Simpson.

Un área convectiva en la zona de convergencia intertropical, creó una depresión tropical el 5 de septiembre, en las Antillas Menores, la depresión se movió lentamente a través de las islas, hasta que el 7 de septiembre se convirtió en una tormenta tropical, al día siguiente se convirtió en un huracán, que se intensificaba rápidamente, alcanzando rachas iniciales de 240 kilómetros por hora, sin embargo, al tocar tierra se debilitó, degenerando en Tormenta Tropical y alcanzando rachas de apenas 97 kilómetros por hora. 
Pero estando en el oeste del Caribe, el huracán se topó con condiciones favorables, las cuales permitieron al huracán adquirir más fuerza, hacia el 16 de septiembre el huracán se volvió a debilitar nuevamente, esta vez en Cozumel. El huracán se dirigió al golfo de México, donde adquirió rápidamente una inusitada fuerza, convirtiéndose en huracán de Categoría 5 y alcanzando viento que viajaban a velocidades de hasta 260 kilómetros por hora. En términos de tamaño, Beulah es considerado el tercero más grande.